# Novorossiisk
Novorosisk (rusă Новороссийск) este un oraș portuar din Regiunea Krasnodar, Federația Rusă. El este o bază militară a marinei ruse și se află amplasat ca port la Marea Neagră în partea de vest a munților Caucaz.